# La ragazza americana
La ragazza americana è una miniserie televisiva italiana in due puntate, prodotta dalla Immagine e cinema di Edwige Fenech per Rai Fiction e andata in onda in prima serata su Rai 1 il 7 e 8 novembre 2011.

## Trama
Susan Henderson è una ragazza del Kentucky, appena laureatasi in letteratura italiana all'università di Louisville. A indurla a quegli studi è stata sua nonna, che in gioventù aveva sposato un duca toscano, Anselmo Foschi, da cui aveva avuto una figlia, madre di Susan.
Susan, però, non ha mai visitato l'Italia, ma desidera farlo. Un giorno riceve la lettera di un notaio di Arezzo, che la convoca nel suo studio per comunicazioni riguardanti un'eredità lasciatale da suo nonno, il duca Foschi. Invano trattenuta dal suo fidanzato Billy, un giovane avvocato, Susan prende il primo volo e apprende di aver ereditato un castello completo di arredi e un antico borgo, il castello usato per la fiction è quello di Subbiano sempre in provincia di Arezzo. Il castello, però, è un palazzo malandato e fatiscente; il borgo, invece, è abitato da un gruppo di famiglie che non vogliono saperne di lei, perché temono che li priverà delle case e dei negozi che hanno ristrutturato a loro spese. L'unica persona che l'accoglie con gentilezza è l'anziana governante del duca, Bice, che la invita ad affidarsi al legale di fiducia del nonno, l'avvocato Baruccini, che le spiega che la cosa migliore è affidare a lui la vendita del castello e la questione delle famiglie. Susan, però, non vuole cedere, e il suo fidanzato Billy pretende di occuparsi della questione insieme a un collega.
Il paese si schiera contro di lei, assumendo come avvocatessa la giovane Nilde, fidanzata di Vasco, il maniscalco che ha la bottega davanti al portone del castello. Susan trova, in una stanza segreta del castello, un diario da cui apprende che c'è qualcosa seppellito sotto una magnolia nella riserva di Ponte Buriano. Una sera, lei e Vasco, che si sono nel frattempo innamorati, vanno a scavare sotto l'albero e trovano il cadavere di un bambino sepolto lì venti anni prima. Per aiutarla a scoprire la verità, Vasco la porta da suo padre adottivo: questi rivela che Bice aveva avuto una figlia, Angelica, che era stata insidiata dal duca. La ragazza aveva partorito due gemelli: una bambina, nata morta e seppellita sotto la magnolia, e lo stesso Vasco. Susan e il ragazzo si allontanano a causa della loro consanguineità; la giovane torna da Billy, che l'ha raggiunta in Toscana, e progetta di tornare in America. L'avvocato Baruccini, però, la convince a vendere il castello prima di andarsene. La firma dell'atto viene interrotta da Vasco, che ha scoperto che dietro una parete di cartongesso si nasconde un dipinto di Leonardo da Vinci. Inoltre, i due ragazzi non sono consanguinei: Vasco non è figlio del duca, ma di un giovane restauratore, Roberto, che aveva lavorato per il duca e che si era innamorato di Angelica, ma non aveva creduto che fosse incinta.
Un anno e mezzo dopo, Vasco e Susan vivono al castello con il loro bambino e Bice, e la ragazza si è riappacificata con gli abitanti del borgo.

## Ascolti
| n° | Prima TV Italia | Telespettatori | Share  |
| -- | --------------- | -------------- | ------ |
| 1  | 7 novembre 2011 | 6.135.000      | 22,28% |
| 2  | 8 novembre 2011 | 6.916.000      | 24,87% |